# L’Avant-Garde
L’Avant-Garde (deutsch Die Vorhut) war eine schweizerische anarchistische Zeitung, die von Paul Brousse als Organ der Juraföderation und der französischen Sektionen der Internationalen Arbeiterassoziation 1877 und 1878 herausgegeben wurde und das Bulletin de la Fédération jurassienne ersetzte.
Die erste Nummer kam am 2. Juni 1877 in Bern mit dem Zusatz Organe de la Fédération française de l’Association internationale des Travailleurs heraus. Das Blatt erschien alle zwei Wochen und enthielt Beiträge von Paul Brousse, Jean-Louis Pindy, Charles Alerini, Jules Montels und François Dumartheray. Die Einfuhr nach Frankreich wurde von der französischen Regierung verboten, was die Redaktion durch versiegelte Sendungen an Kontakte innerhalb Frankreichs zu umgehen suchte. In der letzten Ausgabe des Bulletin de la Fédération jurassienne wurde den Lesern die Avant-Garde empfohlen. Die Redaktion des Avant-Garde übernahm die Nachfolge des Bulletins, hatte aber im Jahr 1878 nur 400 Abonnenten.
Die Zeitung wurde in der Öffentlichkeit scharf angegriffen, weil sie mit den Attentätern Max Hödel, Karl Eduard Nobiling und Giovanni Passannante sympathisierte. Ende 1878 verbot der Bundesrat die Avant-Garde mit dem Grund, dass das Erscheinen der Zeitung die Beziehungen der Schweiz zum Ausland gefährde. Am 2. Dezember 1878 erschien die letzte Ausgabe. 1879 wurde die Avant-Garde durch die Zeitung Le Révolté ersetzt.